# Centropyge interruptus
Centropyge interruptus är en fiskart som först beskrevs av Tanaka 1918.  Centropyge interruptus ingår i släktet Centropyge och familjen kejsarfiskar (Pomacanthidae). Inga underarter finns listade i Catalogue of Life.
Centropyge interruptus är upp till 15 cm lång. Ryggfenan har 14 taggstrålar och 16 mjukstrålar. Analfenan bildas av 3 taggstrålar och 17 mjukstrålar. Hannar och honor bildar monogama par. Honor lägger ägg.
Artens bekräftade utbredningsområde ligger i norra Stilla havet mellan Japan och Hawaii. Informationer angående fynd intill Taiwan behöver bekräftelse. Centropyge interruptus vistas vanligen 15 till 60 meter under havsytan. Individerna lever vanligen i områden med klippig havsbotten. De besöker även regioner med koraller.
Några exemplar fångas och hölls sedan i havsakvarier. Fångsten föreställer inget hot mot artens bestånd. Hela populationen anses vara stabil. IUCN kategoriserar arten globalt som livskraftig.